# اضطراب (أغنية)
دستربيا هي أغنية سجلتها المغنية البربادوسية ريانا لألبومها الإستديو الثالث المعاد إصداره، قوود قيرل قون باد: ريلوديد (2008). الأغنية من كتابة براين سيلز، وكريس براون، وروبرت ألن، وأندريه ميريت، ومن إنتاج براين كينيدي، وماكيبا ريديك. الأغنية صدرت كأغنية منفردة رابعة من النسخة المعاد إصدارها، والثامنة من الألبوم الأصلي. الأغنية أرسلت إلى كونتيمبوراري هيت راديو الأمريكي يوم 17 يونيو، 2008، وصدرت كأسطوانة منفردة في المملكة المتحدة يوم 22 يوليو، 2008.

## الأداء التجاري

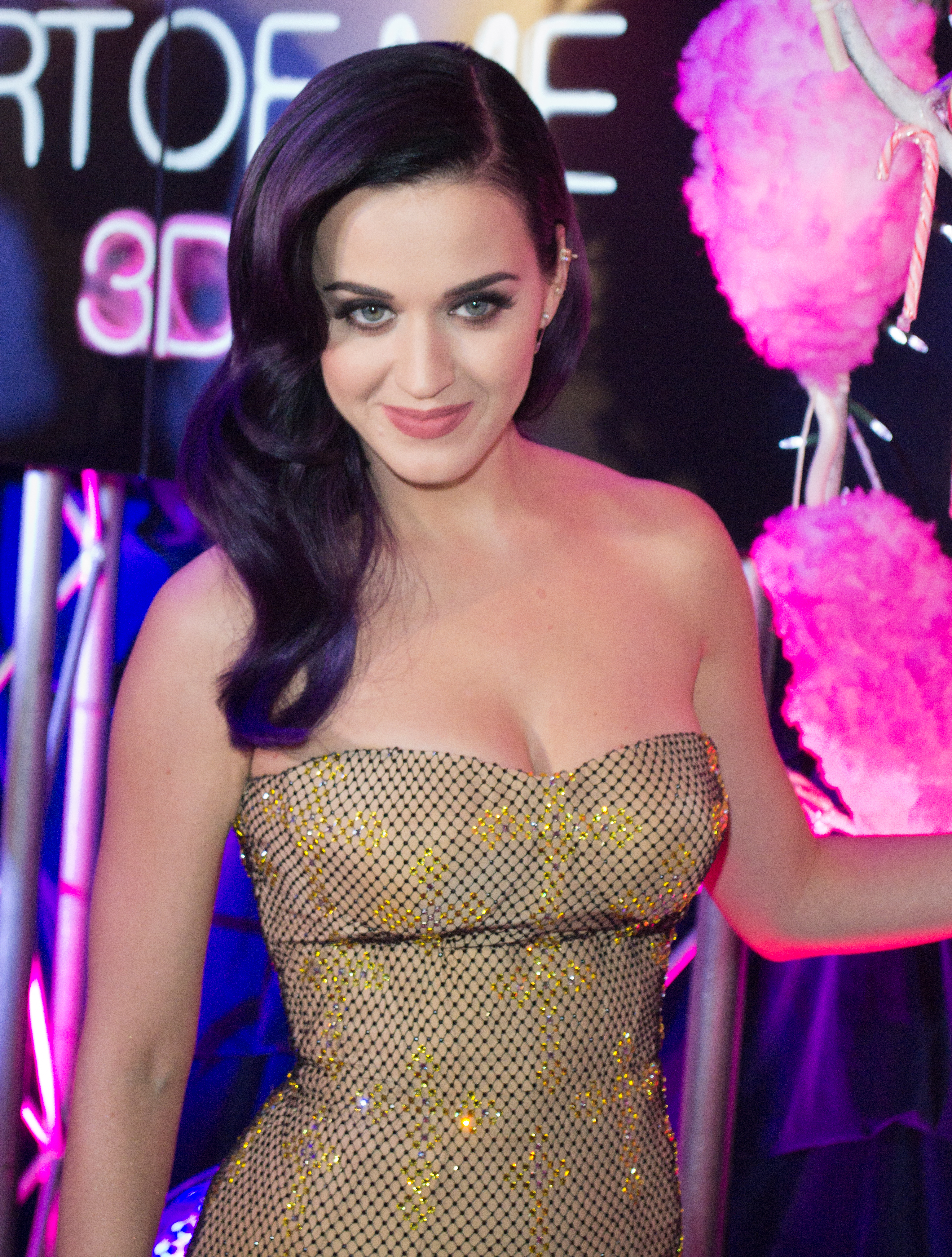
تمكنت "دستربيا" من حل محل أغنية كيتي بيري، «آي كيسد آ قيرل»، والوصول إلى المركز الأول.

### أمريكا الشمالية وأوروبا
في الولايات المتحدة، دخلت الأغنية لأول مرة الرسم البياني الأمريكي بيلبورد هوت 100 في المركز الثامن عشر يوم 26 يونيو، 2008. يوم 14 أغسطس، 2008، تصدرت الأغنية الرسم البياني، وباعت 148,000 نسخة رقمية وفقاً لنيلسن ساوند سكان، وحلت محل أغنية كيتي بيري «آي كيسد آ قيرل» بعد سبعة أسابيع. «دستربيا» أصبحت أغنية ريانا الرابعة التي تصل إلى المركز الأول على هذا الرسم البياني فقط بعد "إس أو إس"، و"أمبريلا"، و"تيك آ باو"، تعادلت مع بيونسي وماريا كاري لأكثر الأغاني التي وصلت إلى المركز الأول في هذا العقد. يوم 13 سبتمبر، 2008، تصدرت الأغنية أيضاً الرسم البياني بيلبورد لأغاني الدانس كلوب. أيضاً تصدرت الرسم البياني بيلبورد لأغاني البوب، لتصبح ثالث أغنية لريانا تتصدر هذا الرسم، بعد "أنفيثفل"، و«تيك آ باو». حصلت الأغنية على أربعة شهادات من البلاتينيوم من قبل اتحاد صناعة التسجيلات الأمريكية، وباعت أكثر من 4,593,000 نسخة رقمية اعتباراً من يونيو 2013، لتصبح ثالث أعلى أغنية لريانا مبيعاً في الولايات المتحدة.
في المملكة المتحدة، بعد صدور قوود قيرل قون باد: ريلوديد، دخلت الأغنية لأول مرة الرسم البياني البريطاني في المركز الرابع والسبعين بسبب المبيعات الرقمية القوية. بعد صدور الأغنية المصورة، دخلت الأغنية من جديد الرسم البياني في المركز السابع والأربعين، بلغت ذروتها في المركز الثالث بسبب المبيعات الرقمية. باعت الأغنية أكثر من 430,000 نسخة في المملكة المتحد اعتباراً من فبراير 2013. في فرنسا، دخلت الأغنية لأول مرة وبلغت ذروتها بنفس الوقت في المركز الثالث. الأغنية كانت ناجحة جداً في بلجيكا (فلاندرز) حيث بلغت ذروتها في المركز الأول. وصلت الأغنية إلى المركز الثاني في فنلندا، والمركز الثالث في النرويج، والمركز الرابع في النمسا، والدنمارك، والمجر، وأيرلندا، والسويد، وسويسرا، والمركز الخامس في ألمانيا.

## الجوائز والترشيحات
| السنة | الحفل                                        | البلد المضيف                     | الفئة               | النتيجة | المصادر |
| ----- | -------------------------------------------- | -------------------------------- | ------------------- | ------- | ------- |
| 2009  | جوائز آيسكاب بوب الموسيقية                   |                                  | الأغنية الأكثر أداءً | فوز     | [ 8 ]   |
| 2009  | جوائز بربادوس الموسيقية                      |                                  | أغنية السنة         | رُشِّح     | [ 9 ]   |
| 2009  | جوائز بربادوس الموسيقية                      | فيديو السنة - أنثى               | فوز                 |         | [ 9 ]   |
| 2009  | جوائز برافو أوتو                             |                                  | فيديو السنة         | رُشِّح     | [ 10 ]  |
| 2009  | جوائز الغرامي                                |                                  | أفضل تسجيل دانس     | رُشِّح     | [ 11 ]  |
| 2009  | جوائز موسيقى الدانس العالمية                 | أفضل أغنية بوب دانس              | رُشِّح                 | [ 12 ]  |         |
| 2009  | جوائز موسيقى الدانس العالمية                 | أفضل أغنية آر أند بي/آيربان دانس | فوز                 | [ 12 ]  |         |
| 2009  | جوائز إم تي في بلاتينيوم لأكثر فيديو تم عرضه | بلاتينيوم                        | فوز                 | [ 13 ]  |         |
| 2009  | جوائز إن آر جي الموسيقية                     |                                  | أفضل أغنية عالمية   | فوز     | [ 14 ]  |
| 2009  | جوائز بيبول تشويس                            |                                  | أغنية بوب مفضلة     | رُشِّح     | [ 15 ]  |
| 2010  | جوائز بي إم آي بوب                           | الأغنية الأكثر أداءً              | فوز                 | [ 16 ]  |         |

## الصيغ وقائمة الأغاني
| تحميل رقمي من متجر آي تيونز 1. «دستربيا» (نسخة الألبوم) – 4:00 2. «دستربيا» (اللحن) – 3:58 تحميل رقمي لريمكسات من متجر آي تيونز 1. «دستربيا» (جودي دن برودر ريمكس) – 7:45 2. «دستربيا» (كريغ سز ماستر مكس) – 9:17 3. «دستربيا» (كريغ سز أند نيكز تريبال مايهيم مكس) – 8:21 4. «دستربيا» (جودي دن برودر بم بم دب) – 8:15 5. «دستربيا» (كريغ سز ماستر دبستريمانتل مكس) – 9:17 | تحميل رقمي لألبوم مطول من متجر آي تيونز 1. «دستربيا» (نسخة الألبوم) – 4:00 2. «دستربيا» (جودي دن برودر نسخة الراديو) – 3:52 3. «دستربيا» (اللحن) – 3:58 أسطوانة منفردة بريطانية 1. «دستربيا» – 3:58 2. «دستربيا» (جودي دن برودر نسخة الراديو) – 3:52 3. «دستربيا» (اللحن) – 3:58 4. «دستربيا» (الأغنية المصورة) – 4:20 |

## الرسوم البيانية
| الرسم البياني (2008)                                | المركز | المصادر |
| --------------------------------------------------- | ------ | ------- |
| أستراليا (ARIA)                                     | 6      | [ 21 ]  |
| النمسا (Ö3 Austria Top 40)                          | 4      | [ 22 ]  |
| بلجيكا (Ultratop 50 Flanders)                       | 1      | [ 23 ]  |
| بلجيكا (Ultratop 50 Wallonia)                       | 4      | [ 24 ]  |
| كندا (Canadian Hot 100)                             | 2      | [ 25 ]  |
| جمهورية التشيك (IFPI)                               | 10     | [ 26 ]  |
| الدنمارك (Tracklisten)                              | 4      | [ 27 ]  |
| فنلندا (Suomen virallinen lista)                    | 1      | [ 28 ]  |
| فرنسا (SNEP)                                        | 3      | [ 29 ]  |
| ألمانيا (Media Control Charts)                      | 5      | [ 30 ]  |
| المجر (Rádiós Top 40)                               | 4      | [ 31 ]  |
| المجر (Dance Top 40)                                | 5      | [ 31 ]  |
| المجر (Single Top 20)                               | 9      | [ 31 ]  |
| أيرلندا (IRMA)                                      | 4      | [ 32 ]  |
| إسرائيل (Media Forest)                              | 2      | [ 33 ]  |
| إيطاليا (FIMI)                                      | 14     | [ 34 ]  |
| هولندا (Dutch Top 40)                               | 10     | [ 35 ]  |
| نيوزيلندا (Recorded Music NZ)                       | 1      | [ 36 ]  |
| النرويج (VG-lista)                                  | 3      | [ 37 ]  |
| سلوفاكيا (IFPI)                                     | 7      | [ 38 ]  |
| إسبانيا (PROMUSICAE)                                | 10     | [ 39 ]  |
| السويد (Sverigetopplistan)                          | 4      | [ 40 ]  |
| سويسرا (Schweizer Hitparade)                        | 4      | [ 41 ]  |
| المملكة المتحدة (The Official Charts Company)       | 3      | [ 42 ]  |
| الولايات المتحدة (Billboard Hot 100)                | 1      | [ 43 ]  |
| الولايات المتحدة (Billboard Adult Pop Songs)        | 20     | [ 44 ]  |
| الولايات المتحدة (Billboard Dance Club Songs)       | 1      | [ 45 ]  |
| الولايات المتحدة (Billboard Dance/Mix Show Airplay) | 1      | [ 46 ]  |
| الولايات المتحدة (Billboard Digital Songs)          | 1      | [ 47 ]  |
| الولايات المتحدة (Billboard Pop Songs)              | 1      | [ 48 ]  |
| الولايات المتحدة (Billboard Hot R&B/Hip-Hop Songs)  | 88     | [ 49 ]  |
| الولايات المتحدة (Billboard Radio Songs)            | 4      | [ 50 ]  |
| الولايات المتحدة (Billboard Rhythmic Songs)         | 8      | [ 51 ]  |
| الولايات المتحدة (Billboard Ringtones)              | 8      | [ 52 ]  |

| الرسم البياني (2008)                          | المركز | المصادر |
| --------------------------------------------- | ------ | ------- |
| أستراليا (ARIA)                               | 22     | [ 53 ]  |
| النمسا (Ö3 Austria Top 40)                    | 45     | [ 54 ]  |
| بلجيكا (Ultratop 50 Flanders)                 | 23     | [ 55 ]  |
| بلجيكا (Ultratop 50 Wallonia)                 | 71     | [ 56 ]  |
| كندا (Canadian Hot 100)                       | 8      | [ 57 ]  |
| أيرلندا (IRMA)                                | 18     | [ 58 ]  |
| هولندا (Dutch Top 40)                         | 38     | [ 59 ]  |
| السويد (Sverigetopplistan)                    | 36     | [ 60 ]  |
| سويسرا (Schweizer Hitparade)                  | 21     | [ 61 ]  |
| المملكة المتحدة (The Official Charts Company) | 18     | [ 62 ]  |
| الولايات المتحدة (Billboard Hot 100)          | 16     | [ 63 ]  |
| الولايات المتحدة (Billboard Digital Songs)    | 9      | [ 64 ]  |
| الولايات المتحدة (Billboard Pop Songs)        | 11     | [ 65 ]  |
| الولايات المتحدة (Billboard Radio Songs)      | 26     | [ 66 ]  |

| الرسم البياني (2009)                 | المركز | المصادر |
| ------------------------------------ | ------ | ------- |
| سويسرا (Schweizer Hitparade)         | 74     | [ 67 ]  |
| الولايات المتحدة (Billboard Hot 100) | 77     | [ 68 ]  |

## الشهادات
| الدولة           | المزود         | الشهادات     | المبيعات  | المصادر |
| ---------------- | -------------- | ------------ | --------- | ------- |
| أستراليا         | (ARIA)         | بلاتينيوم    | 70,000    | [ 69 ]  |
| بلجيكا           | (BEA)          | قولد         | 15,000    | [ 70 ]  |
| الدنمارك         | (IFPI Denmark) | بلاتينيوم    | 30,000    | [ 71 ]  |
| السويد           | (GLF)          | قولد         | 20,000    | [ 72 ]  |
| المملكة المتحدة  | (BPI)          | قولد         | 520,000   | [ 73 ]  |
| الولايات المتحدة | (RIAA)         | 4× بلاتينيوم | 4,593,000 | [ 74 ]  |

## تاريخ الإصدار
| الدولة           | التاريخ         | نوع الإصدار                      | الشركة المنتجة | المصادر |
| ---------------- | --------------- | -------------------------------- | -------------- | ------- |
| الولايات المتحدة | 17 يونيو، 2008  | كونتيمبوراري هيت راديو           | ديف جام        | [ 75 ]  |
| الولايات المتحدة | 24 يونيو، 2008  | ريذمك كونتيمبوراري آيربلاي راديو | ديف جام        | [ 75 ]  |
| المملكة المتحدة  | 22 يوليو، 2008  | أسطوانة منفردة                   | ميركوري        | [ 20 ]  |
| الولايات المتحدة | 5 أغسطس، 2008   | ريمكسات رقمية                    | ديف جام        | [ 76 ]  |
| المملكة المتحدة  | 5 أغسطس، 2008   | ريمكسات رقمية                    | ديف جام        | [ 18 ]  |
| أستراليا         | 26 سبتمبر، 2008 | تحميل رقمي                       | ديف جام        | [ 77 ]  |
| الدنمارك         | 26 سبتمبر، 2008 | تحميل رقمي                       | ديف جام        | [ 78 ]  |
| فنلندا           | 26 سبتمبر، 2008 | تحميل رقمي                       | ديف جام        | [ 17 ]  |
| فرنسا            | 26 سبتمبر، 2008 | تحميل رقمي                       | ديف جام        | [ 79 ]  |
| فرنسا            | 26 سبتمبر، 2008 | أسطوانة مطولة رقمية              | ديف جام        | [ 19 ]  |
| ألمانيا          | 26 سبتمبر، 2008 | تحميل رقمي                       | ديف جام        | [ 80 ]  |
| إيطاليا          | 26 سبتمبر، 2008 | تحميل رقمي                       | ديف جام        | [ 81 ]  |
| اليابان          | 26 سبتمبر، 2008 | تحميل رقمي                       | ديف جام        | [ 82 ]  |
| هولندا           | 26 سبتمبر، 2008 | تحميل رقمي                       | ديف جام        | [ 83 ]  |
| نيوزيلندا        | 26 سبتمبر، 2008 | تحميل رقمي                       | ديف جام        | [ 84 ]  |
| النرويج          | 26 سبتمبر، 2008 | تحميل رقمي                       | ديف جام        | [ 85 ]  |
| البرتغال         | 26 سبتمبر، 2008 | تحميل رقمي                       | ديف جام        | [ 86 ]  |
| إسبانيا          | 26 سبتمبر، 2008 | تحميل رقمي                       | ديف جام        | [ 87 ]  |
| السويد           | 26 سبتمبر، 2008 | تحميل رقمي                       | ديف جام        | [ 88 ]  |
| سويسرا           | 26 سبتمبر، 2008 | تحميل رقمي                       | ديف جام        | [ 89 ]  |
| ألمانيا          | 3 أكتوبر، 2008  | أسطوانة منفردة                   | يونيفرسال      | [ 90 ]  |